# Заруцкий, Антон Сергеевич
Антон Сергеевич Заруцкий (род. 27 апреля 1986, Москва) — российский гребец.

## Карьера
Участник трёх чемпионатов мира. Лучший результат — 9-е место.
Участник шести чемпионатов Европы. Вице-чемпион Европы 2008 и 2014 годов, бронзовый призёр 2015 года в соревнования восьмёрок.
Выпускник МАИ.
Чемпион казанской Универсиады.
На Олимпийских играх 2016 года занял 10-е место.